# Irvington (New Jersey)

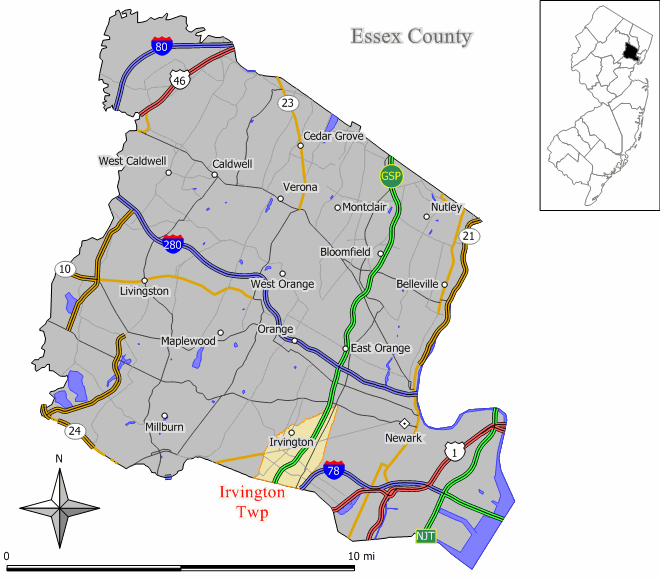
Pozycja na mapie hrabstwa

Irvington – miasto w hrabstwie Essex, w stanie New Jersey w Stanach Zjednoczonych.
Nazwa miasta została nadana na cześć Washingtona Irvinga. Wcześniej było znane jako Camptown, część założonego w 1834 miasteczka Clinton. 27 marca 1874 osadę wydzielono w niezależną wioskę, a 2 marca 1898 przekształcono w miasto. W 1903 i 1908 podejmowano, zablokowane przez mieszkańców, próby włączenia Irvington w granice Newark.
W 2007 w Irvington zanotowano najwyższy współczynnik przestępczości w stanie New Jersey – 22,4 zdarzenia na 1000 mieszkańców. Nieoficjalnie, bo ranking nie uwzględnia miejscowości poniżej 75000 mieszkańców, miasto trafiło do pierwszej piątki najniebezpieczniejszych miast w całych Stanach.
W mieście rozwinął się przemysł metalowy, chemiczny oraz fotograficzny.

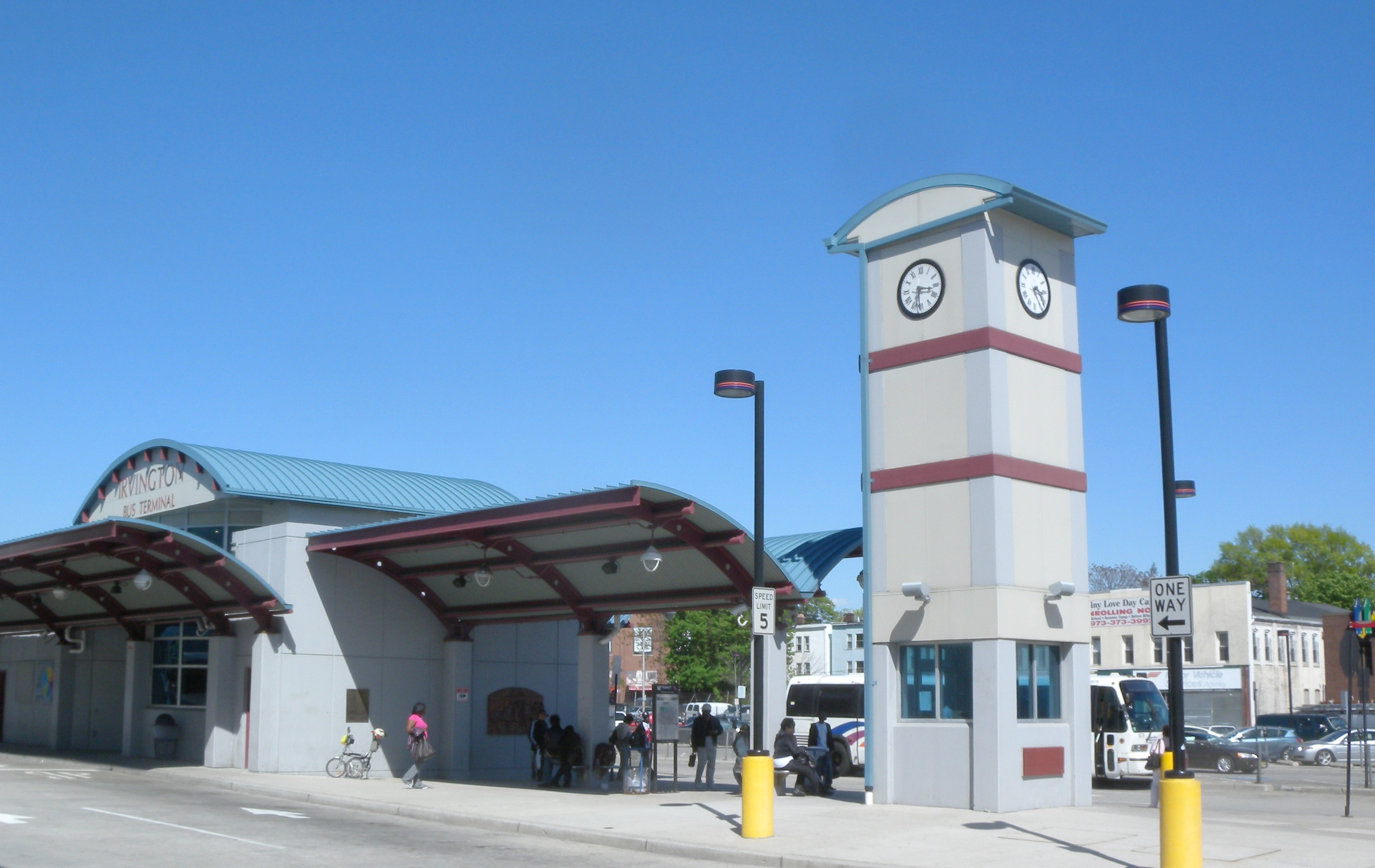
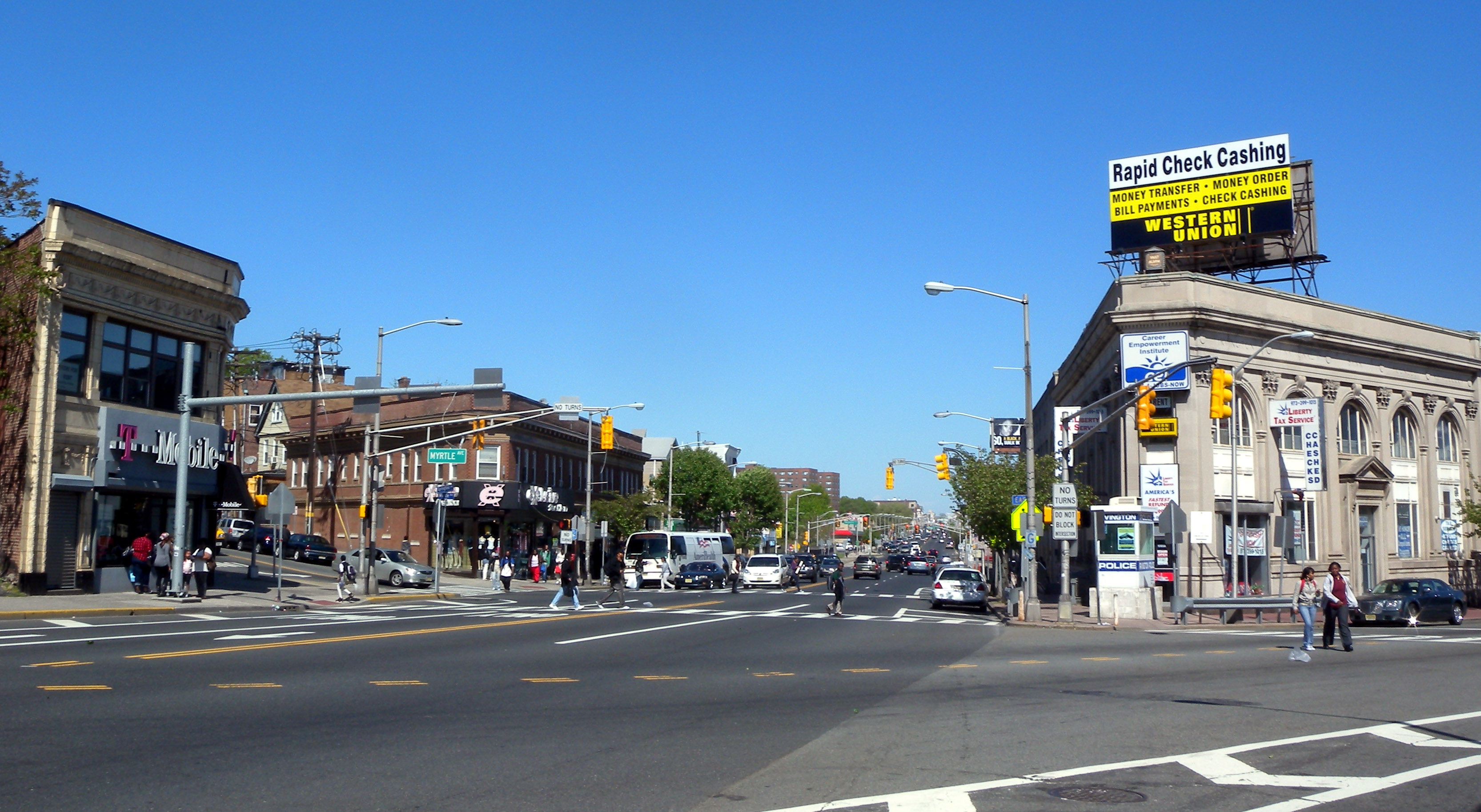

Z Irvington związani są m.in. Yaki Kadafi i Queen Latifah.